# Xã Nunda, Quận Lake, Nam Dakota
Xã Nunda (tiếng Anh: Nunda Township) là một xã thuộc quận Lake, tiểu bang Nam Dakota, Hoa Kỳ. Năm 2010, dân số của xã này là 113 người.